# Емілія Лепіда (дочка Віпсанії Юлії)
Емілія Лепіда (лат. Aemilia Lepida, 3 до н. е. —53 н. е.) — римська матрона часів ранньої Римської імперії.

## Життєпис
Походила з патриціанського роду Еміліїв. Дочка Луція Емілія Павла, консула 1 року, і Віпсанії Юлії, праонука імператора Октавіана Августа. Народилася в 3 році до н. е. Була заручена з Клавдієм, майбутнім імператором, проте у 8 році н. е. батьки Лепіди були заслані (батько — за організацію змови проти Августа, мати — за перелюб), і заручини скасувалися.
У 13 році Лепіда вийшла заміж за Марка Сілана, консула 19 року. Мала від нього трьох синів і двох дочок. Померла в 53 році.

## Діти
- Марк Юній Сілан, консул 46 року.
- Децим Юній Сілан Торкват, консул 53 року.
- Юнія Лепіда
- Юнія Кальвіна
- Луцій Юній Сілан Торкват, претор 48 року.